# Ingastholm
Ingastholm (finska: Satavaluoto) är en ö i Finland. Den ligger i Skärgårdshavet och i staden Nådendal i landskapet Egentliga Finland, i den sydvästra delen av landet. Ön ligger omkring 41 kilometer väster om Åbo och omkring 190 kilometer väster om Helsingfors.
Öns area är 6,6 hektar och dess största längd är 380 meter i nord-sydlig riktning.

## Klimat
Inlandsklimat råder på Ingastholm. Årsmedeltemperaturen på ön är 6 °C. Den varmaste månaden är augusti, då medeltemperaturen är 17 °C, och den kallaste är januari, med −5 °C.